# Nezsilovo (Kratovo)
Nezsilovo (macedónul: Нежилово) település Észak-Macedóniában, a Északkeleti körzetben, Kratovo községben.

## Népesség
| Lakosok száma | 294  | 326  | 275  | 221  | 163  | 60   | 50   | 23   | 21   |
|               | 1948 | 1953 | 1961 | 1971 | 1981 | 1991 | 1994 | 2002 | 2021 |

- 2002-ben 23 lakosa volt, akik mindannyian macedónok.